# Slammiversary 2007
Slammiversary 2007 è stata la terza edizione del pay-per-view prodotto dalla Total Nonstop Action Wrestling (TNA). L'evento si è svolto il 17 giugno 2007 nel Nashville Municipal Auditorium di Nashville, Tennessee.

## Risultati
| #  | Risultati | Stipulazioni                                                                               | Durata     |
| -- | --- | ------------------------------------------------------------------------------------------ | ---------- |
| 1  | Traci Brooks sconfigge Charley (ESPN Radio Host)                                                                  | Single match Charley non era una wrestler professionista                                   | Dark match |
| 2  | Rhyno e Senshi (con Hector Guerrero) hanno sconfitto The Latin American Xchange (Homicide e Hernandez con Konnan) | Tag team match                                                                             | 08:25      |
| 3  | Jay Lethal sconfigge Chris Sabin (c)                                                                              | Single match per il titolo TNA X Division Championship                                     | 08:52      |
| 4  | Frank Wycheck e Jerry Lynn (con Kyle Vanden Bosch) hanno sconfitto James Storm e Ron Killings (con Jackie Moore)  | Tag team match Frank Wycheck e Kyle Vanden Bosch erano due giocatori di football americano | 08:52      |
| 5  | Bob Backlund ha sconfitto Alex Shelley                                                                            | Single match                                                                               | 03:46      |
| 6  | The Voodoo Kin Mafia (B.G. James e Kip James) hanno sconfitto Basham e Damaja (con Christy Hemme)                 | Tag team match                                                                             | 02:47      |
| 7  | Eric Young ha sconfitto Robert Roode (con Ms. Brooks)                                                             | Single match                                                                               | 09:09      |
| 8  | Sting ha sconfitto Christopher Daniels                                                                            | Single match                                                                               | 06:33      |
| 9  | Team 3D (Brother Ray e Brother Devon) (c) hanno sconfitto Rick Steiner e Road Warrior Animal                      | Tag team match per il titolo TNA World Tag Team Championship                               | 06:39      |
| 10 | Abyss ha sconfitto Tomko                                                                                          | No disqualification match                                                                  | 13:54      |
| 11 | Kurt Angle ha sconfitto Samoa Joe, A.J. Styles, Christian Cage e Chris Harris                                     | King of the Mountain match per il titolo TNA World Heavyweight Championship                | 19:21      |
|    | (c) = campione in carica al momento dell'inizio del match                                                         |                                                                                            |            |

### King of the Mountain match statistics
Il match a cui si riferisce questa tabella è il decimo della tabella soprastante.
| #  | Lottatore vincente | Lottatore schienato o sottomesso |
| -- | ------------------ | -------------------------------- |
| 1° | Chris Harris       | A.J. Styles                      |
| 2° | Kurt Angle         | Chris Harris                     |
| 3° | Christian Cage     | Kurt Angle                       |
| -  | A.J. Styles        | Non riesce a qualificarsi        |
| -  | Samoa Joe          | Non riesce a qualificarsi        |
|    | Kurt Angle         | Vincitore                        |